# Dahlen (Sachsen)
Dahlen ist eine Stadt in Sachsen im Landkreis Nordsachsen. Bekannt ist Dahlen als Sackhupperstadt.

## Geographische Lage
Die Stadt ist das Tor zur Dahlener Heide.
Die größeren Nachbarorte sind die Gemeinde Wermsdorf (11 km) und die Städte  Oschatz (12 km), Wurzen (19 km) und Torgau (20 km).

## Gemeindegliederung
| Stadtteil                                   | Einwohner |
| Dahlen                                      | 2.536     |
| Großböhla, Kleinböhla, Neuböhla             | 380       |
| Schmannewitz                                | 624       |
| Ochsensaal                                  | 238       |
| Börln, Bortewitz, Schwarzer Kater, Radegast | 605       |
| Dahlen gesamt                               | 4.383     |

Einwohnerzahlen am 17. Mai 2022

## Geschichte
Dahlen wird im Jahr 1188 erstmals urkundlich erwähnt. Der Ort ist slawischen Ursprungs,  das altsorbische Wort Dol'ane bedeutet Bewohner einer Niederung, eines Tales. Seit dem Jahr 1228 besitzt Dahlen das Stadtrecht und war ein Lehen des Bischofs von Naumburg. Das Wappen der Stadt leitet sich von diesem Bistum ab.
In Dahlen wurden Hexenverfolgungen durchgeführt: Zwei Personen gerieten 1601 in Hexenprozesse, eine wurde hingerichtet.
Im Mai 1622 wurde Weißbarbara aus Dahlen in einem Hexenprozess zum Tod auf dem Scheiterhaufen verurteilt.
Der Preußenkönig Friedrich II. unterschrieb am 21. Februar 1763 im Dahlener Schloss den Friedensvertrag des Hubertusburger Friedens nach Beendigung des Siebenjährigen Krieges.
1878 wurde der bis dahin gleichnamige Ort in der Rheinprovinz bei Mönchengladbach auf kaiserlichen Erlass in Rheindahlen umbenannt, da es im Norddeutschen Postbezirk häufig zur Verwechslung mit der sächsischen Gemeinde kam.
Zu DDR-Zeiten wurde bei Dahlen ein Ferienlager errichtet, das auch als GST-Wehrlager genutzt wurde.
Die DDR plante ab 1980 in Schwarzer Kater bei Börln, unweit von Dahlen, den Bau eines Atomkraftwerks. Noch im Januar 1989 war die Inbetriebnahme der vier Blöcke für 1999, 2001, 2002 und 2004 geplant. Im selben Jahr kam es zu Protesten der Umweltbewegung. Zu Baumaßnahmen kam es nicht, und die Planungen wurden nach der Wende im Frühjahr 1990 verworfen.
Seit 1. März 1994 besteht die Gemeinde Dahlen in der jetzigen Form.
Ein geplanter Zusammenschluss von Dahlen mit der Gemeinde Wermsdorf und der Stadt Mutzschen aus dem ehemaligen Muldentalkreis zur Stadt Hubertusburg wurde in einer Bürgerbefragung am 18. November 2007 von 82 % der teilgenommenen Dahlener abgelehnt.

Der Sackhupper

## Sackhupperstadt
Die genaue Herkunft der Bezeichnung „Sackhupperstadt“ ist nicht endgültig geklärt. Möglich ist eine Verbindung zu folgender Legende: Die Sorben der Gegend hätten eines Tages geplant, dem Kaiser Heinrich bei einem Ausflug in die Dahlener Heide aufzulauern und ihn zu töten. Ein Dahlener Junge habe dies belauscht und den Kaiser warnen wollen, sei jedoch von den Sorben entdeckt und in einen Sack gesteckt worden. Des Nachts, als seine Bewacher schliefen, sei ihm dann die Flucht geglückt, indem er im Sack zum Kaiser gehüpft sei. Seit 1870 hat dann ein Fuhrwerksbesitzer jährlich ein Kinderfest veranstaltet, zu dem traditionsgemäß auch ein Sackhuppen gehörte, und auf dem Marktplatz von Dahlen wurde schließlich eine Sackhüpfer-Statue von der LPG aufgestellt.

## Politik

### Stadtrat
- SPD: 1
- WHD: 5
- FWG: 4
- CDU: 4

Seit der Stadtratswahl am 9. Juni 2024 verteilen sich die 14 Sitze des Stadtrates folgendermaßen auf die einzelnen Gruppierungen:
- Wählergemeinschaft Heidestadt Dahlen (WHD): 5 Sitze
- CDU: 4 Sitze
- Freie Wählergemeinschaft (FWG): 4 Sitze
- SPD: 1 Sitz

| Liste                                | 2024   | 2024   | 2019   | 2019   | 2014   | 2014   |
| Liste                                | Sitze  | in %   | Sitze  | in %   | Sitze  | in %   |
| ------------------------------------ | ------ | ------ | ------ | ------ | ------ | ------ |
| Wählergemeinschaft Heidestadt Dahlen | 5      | 39,9   | 7      | 44,9   | 6      | 41,6   |
| CDU                                  | 4      | 28,2   | 1      | 11,3   | 1      | 9,4    |
| Freie Wählergemeinschaft             | 4      | 26,9   | 2      | 12,8   | 2      | 15,6   |
| SPD                                  | 1      | 5,0    | 1      | 7,0    | 1      | 6,4    |
| Unabhängige Bürgergemeinschaft       | –      | –      | 3      | 24,0   | 2      | 14,8   |
| Linke                                | –      | –      | –      | –      | 2      | 12,1   |
| Wahlbeteiligung                      | 69,1 % | 69,1 % | 61,3 % | 61,3 % | 49,7 % | 49,7 % |

### Bürgermeister
Bürgermeister ist seit 2008 Matthias Löwe (WHD).

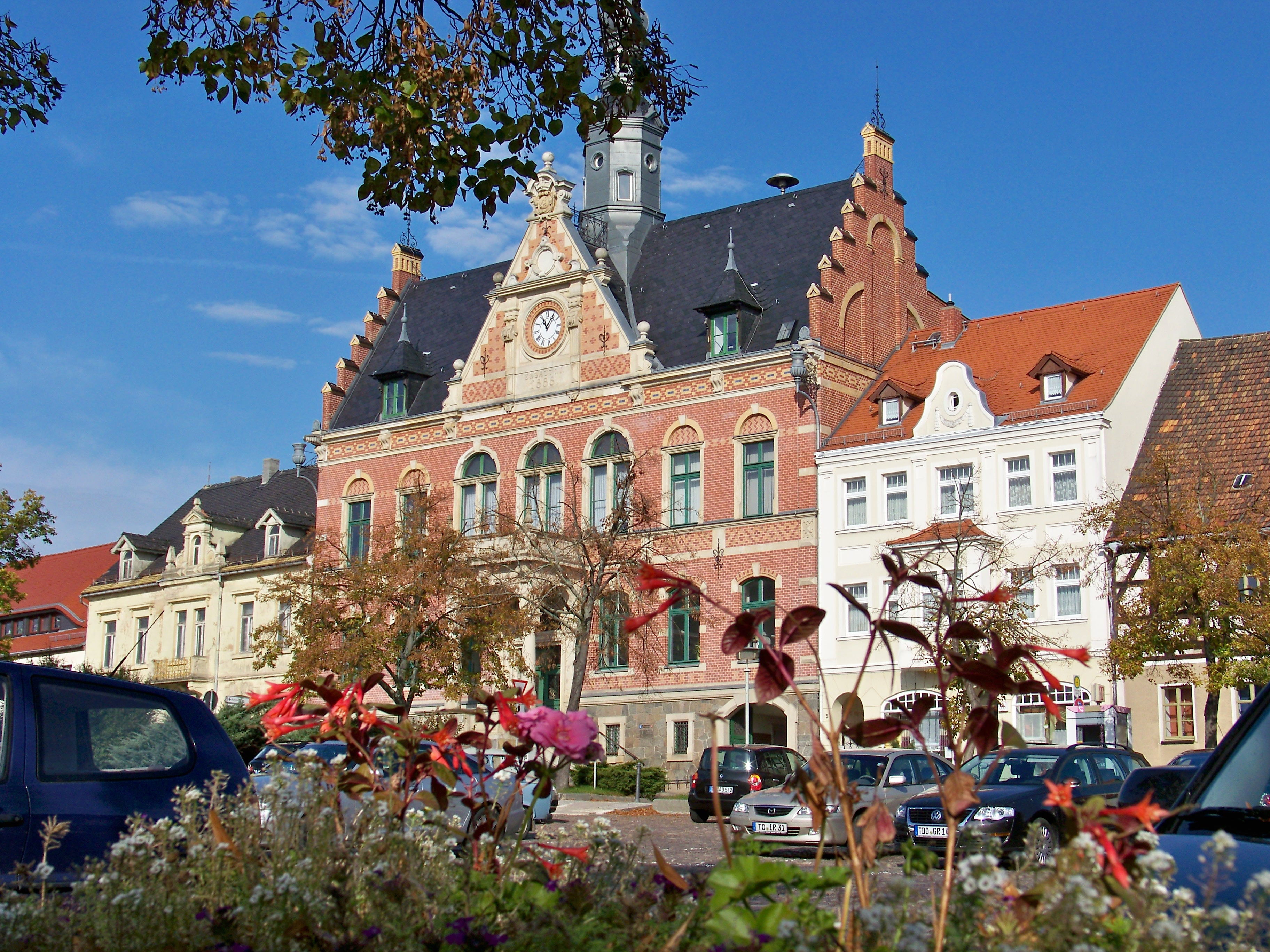
Rathaus Dahlen am Marktplatz

| Wahl | Bürgermeister     | Vorschlag | Wahlergebnis (in %) |
| ---- | ----------------- | --------- | ------------------- |
| 2022 | Matthias Löwe     | WHD       | 57,0                |
| 2015 | Matthias Löwe     | WHD       | 81,6                |
| 2008 | Matthias Löwe     | WHD       | 56,8                |
| 2001 | Johannes Rudolph  | CDU       | 54,1                |
| 1994 | Bärbel Augustynik | FWG Da    | 55,3                |

### Partnerstadt
Seit 1999 unterhält Dahlen eine Städtepartnerschaft mit Cessy in Frankreich.

## Gedenkstätten
- Grabstätten auf dem Ortsfriedhof für zwei unbekannte KZ-Häftlinge, die im April 1945 von SS-Männern aus einem Evakuierungszug geworfen und hier begraben wurden
- Gedenktafel an seinem Wohnhaus Oschatzer Straße 5 zur Erinnerung an den Widerstandskämpfer Max Taube, der im KZ Sachsenhausen ermordet wurde
- Ehrenmal in der Max-Hupfer-Straße für die Opfer des Faschismus, von der die Gedenktafel seit 1990 fehlt. Ebenso wurde die Gedenktafel für den Widerstandskämpfer Hermann Wiedner an seinem Wohnhaus Oschatzer Straße 8 entfernt.

## Kultur und Sehenswürdigkeiten

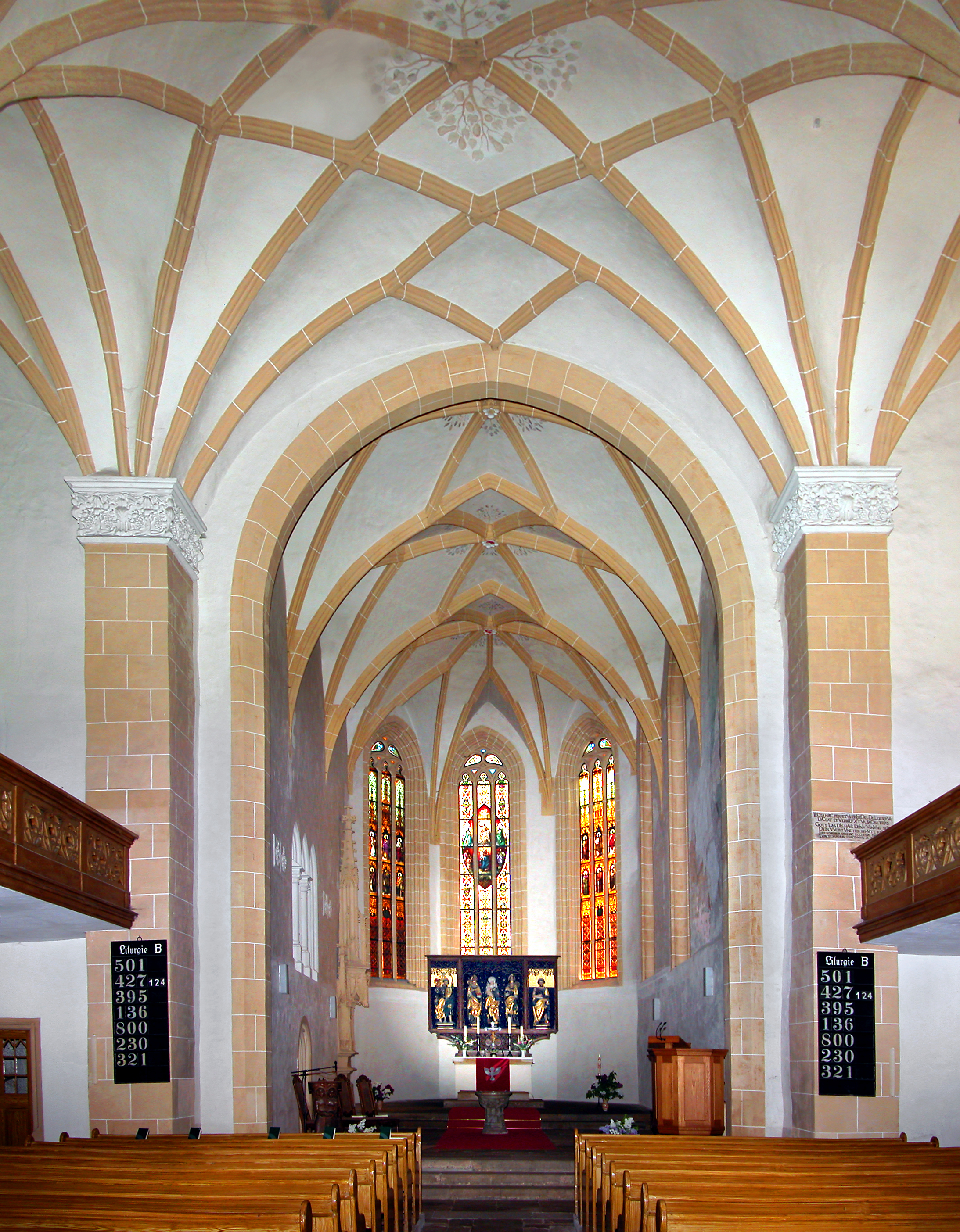
Kirche Unser Lieben Frauen zu Dahlen

siehe auch: Liste der Kulturdenkmale in Dahlen
- Heimatmuseum Dahlen
- Bauernmuseum Schmannewitz
- Stadtpark Dahlen

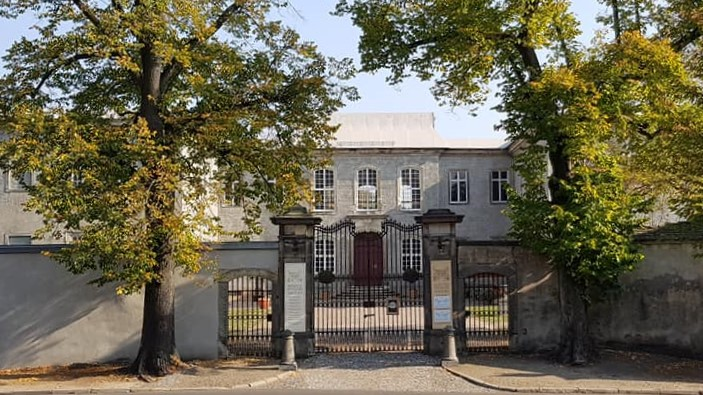
Schloss Dahlen

- Das spätbarocke Schloss Dahlen, das der kursächsische Staatsminister Heinrich Graf von Bünau in der Zeit von 1744 bis 1751 erbauen ließ.
- Schloss Großböhla mit Schlosspark, Spätbarock, zeitweise im Besitz von Friedrich von Krosigk
- Dorfkirche Ochsensaal aus dem 12. Jahrhundert (Romanik)
- Barockkirche Schmannewitz, in den Jahren 1731/32 nach den Plänen von George Bähr erbaut
- Schloss Börln, entstanden im Spätbarock auf den Resten einer Wasserburg, daneben das Gutspächterhaus und die Dorfkirche.
- Das Rathaus Dahlen ist ein denkmalgeschütztes Objekt. Der an der Nordseite des Marktplatzes situierte ortsbildprägende Bau wurde 1888 in zeittypischen historistischen Formen errichtet. Der mit Treppengiebeln geschmückte Backsteinbau weist einen achteckigen Dachreiter mit Laterne auf.[14]
- Skulptur Sackhupper auf dem Dahlener Markt
- Königlich-sächsischer Meilenstein (Stationsstein) von 1859 am Bahnhof

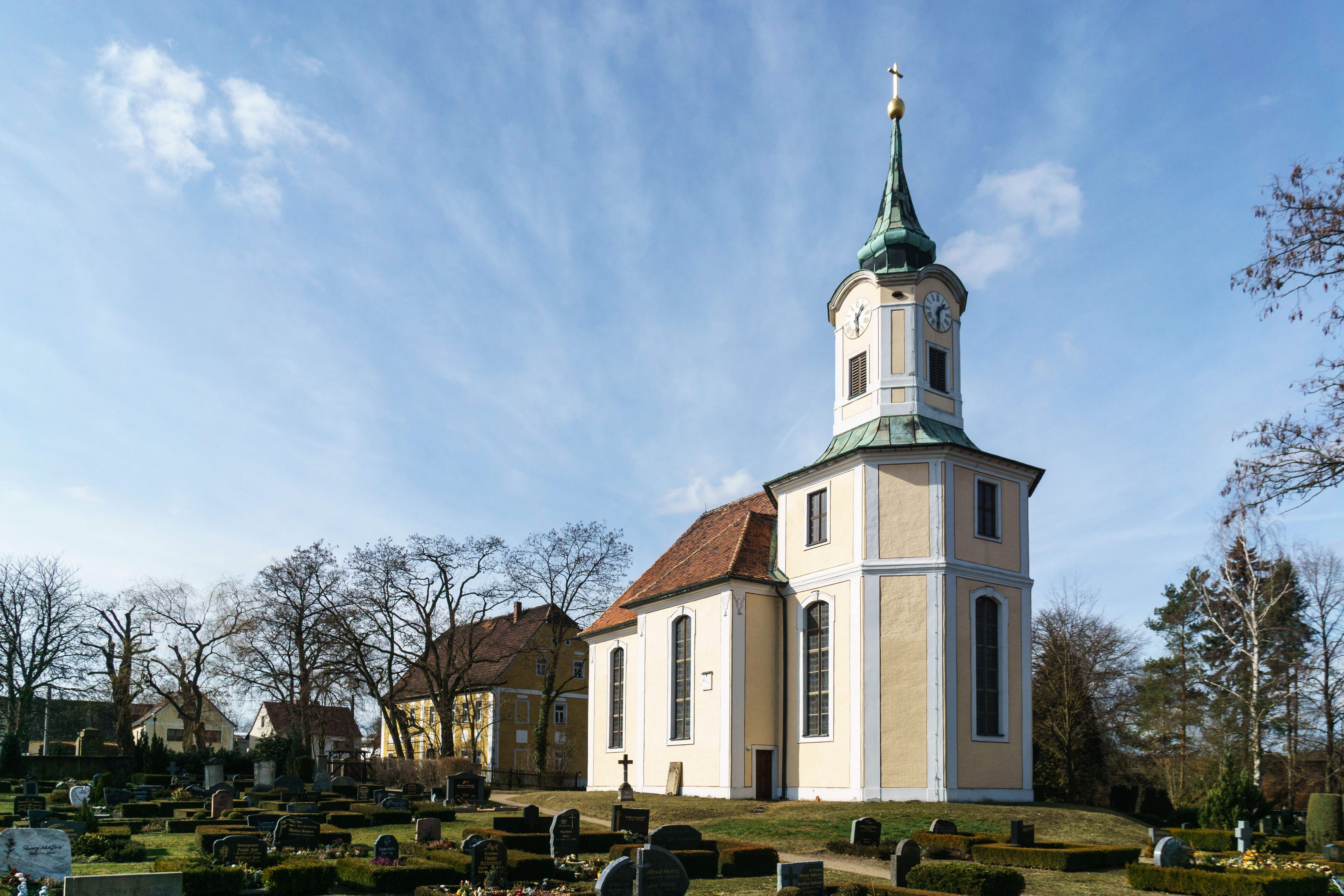
Kirche Schmannewitz, erbaut nach Plänen von George Bähr
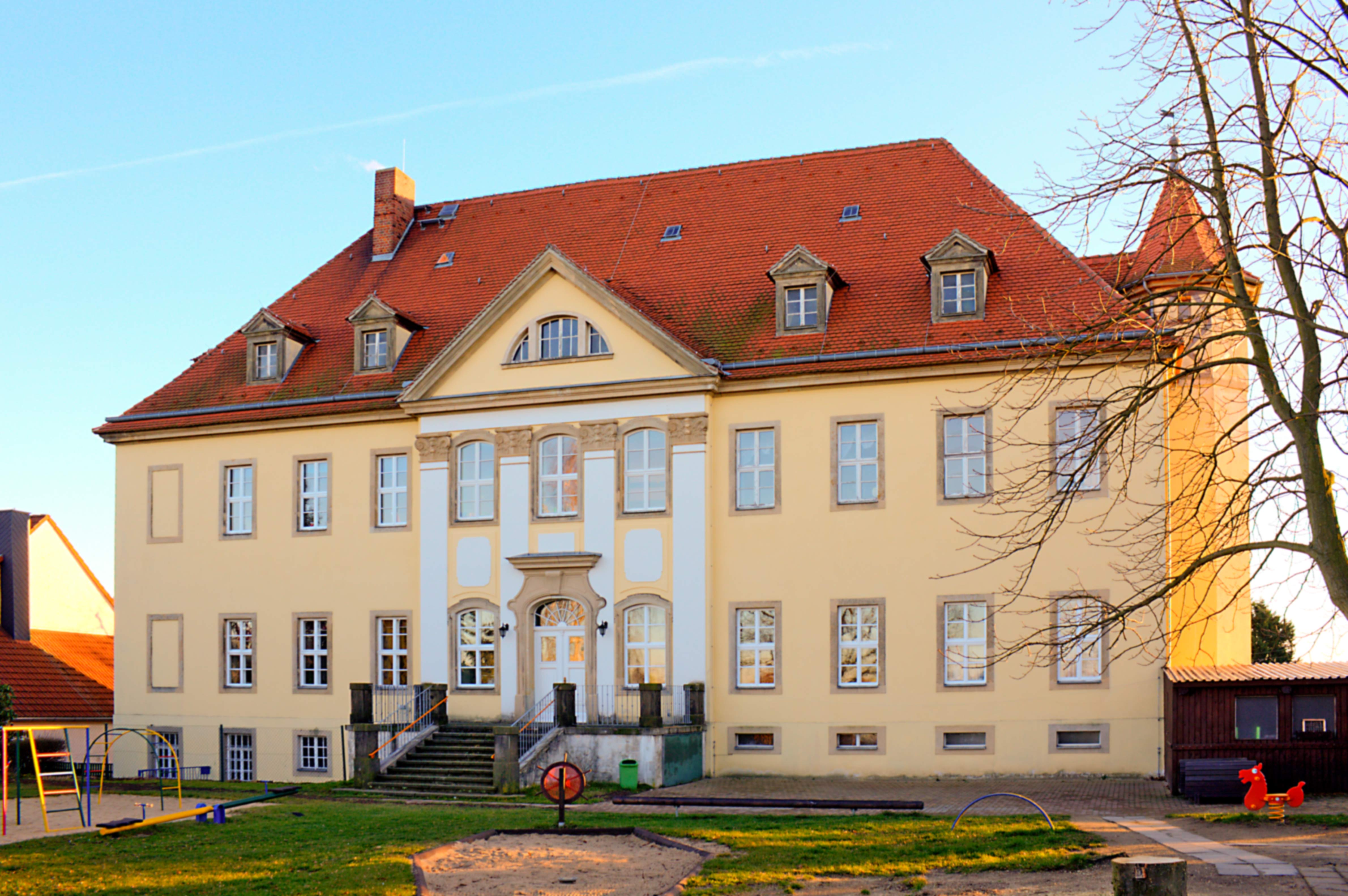
Schloss Großböhla
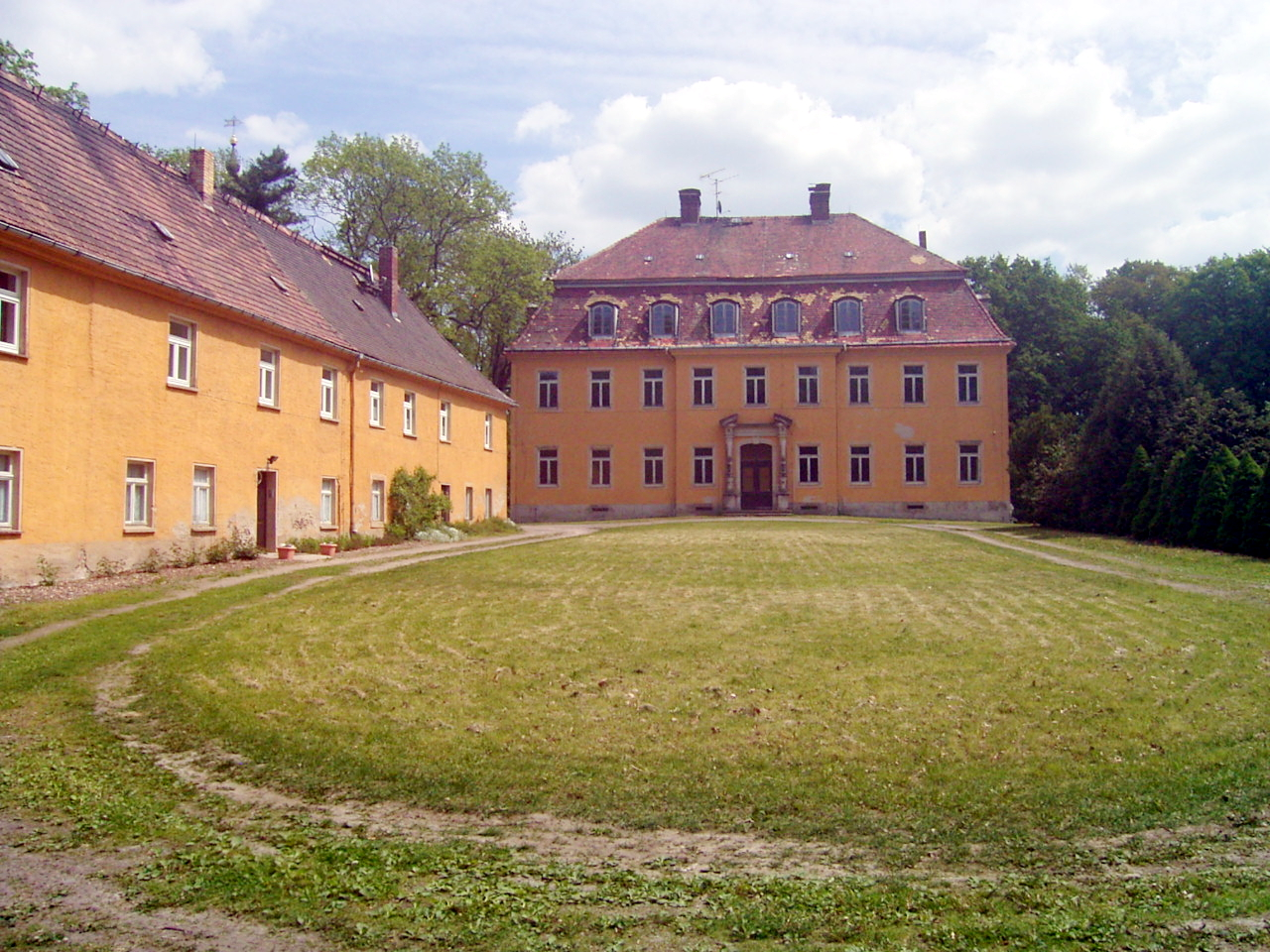
Schloss Börln
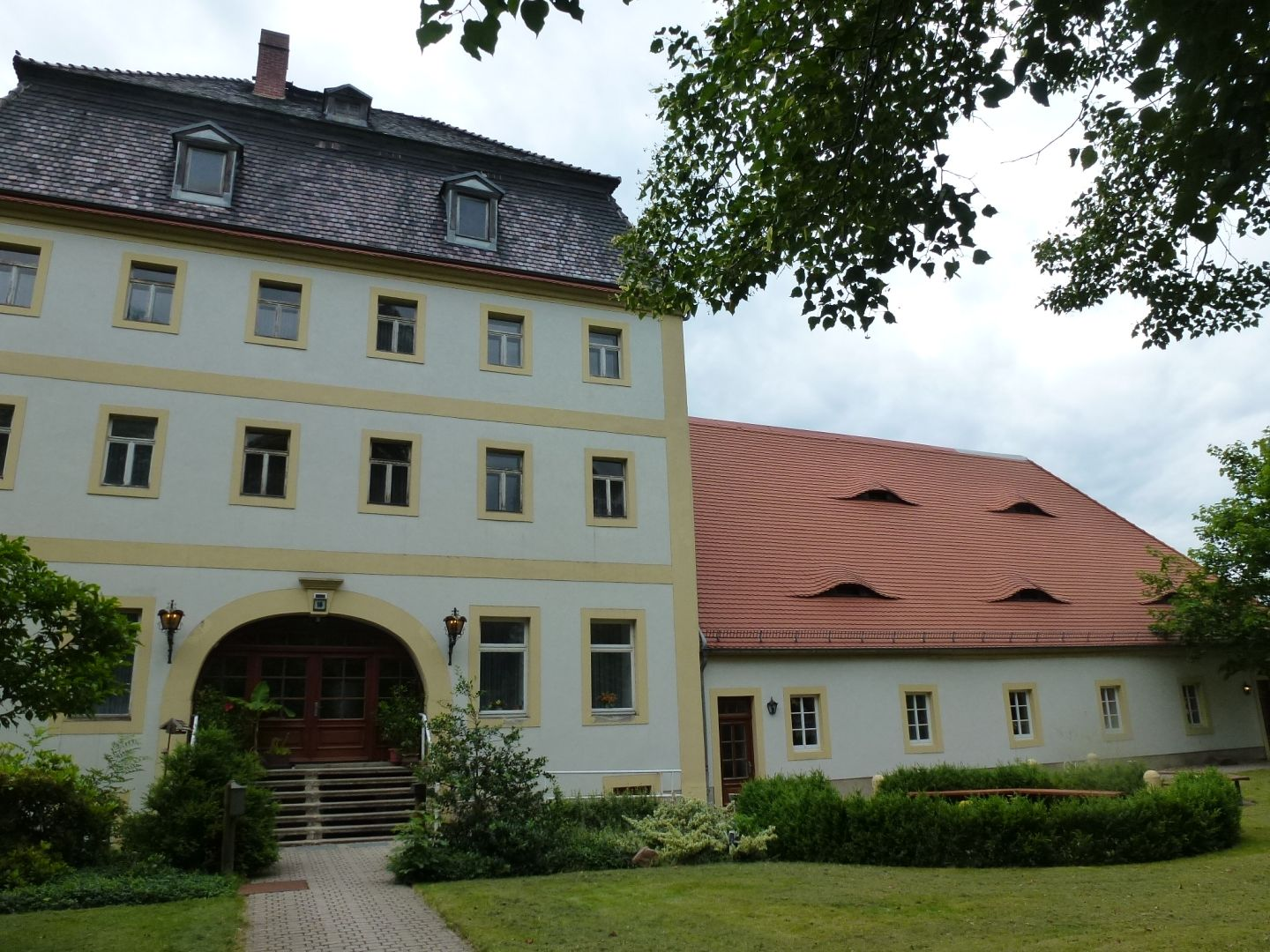
Ehem. Patrimonialgericht Börln (Gutspächterhaus)
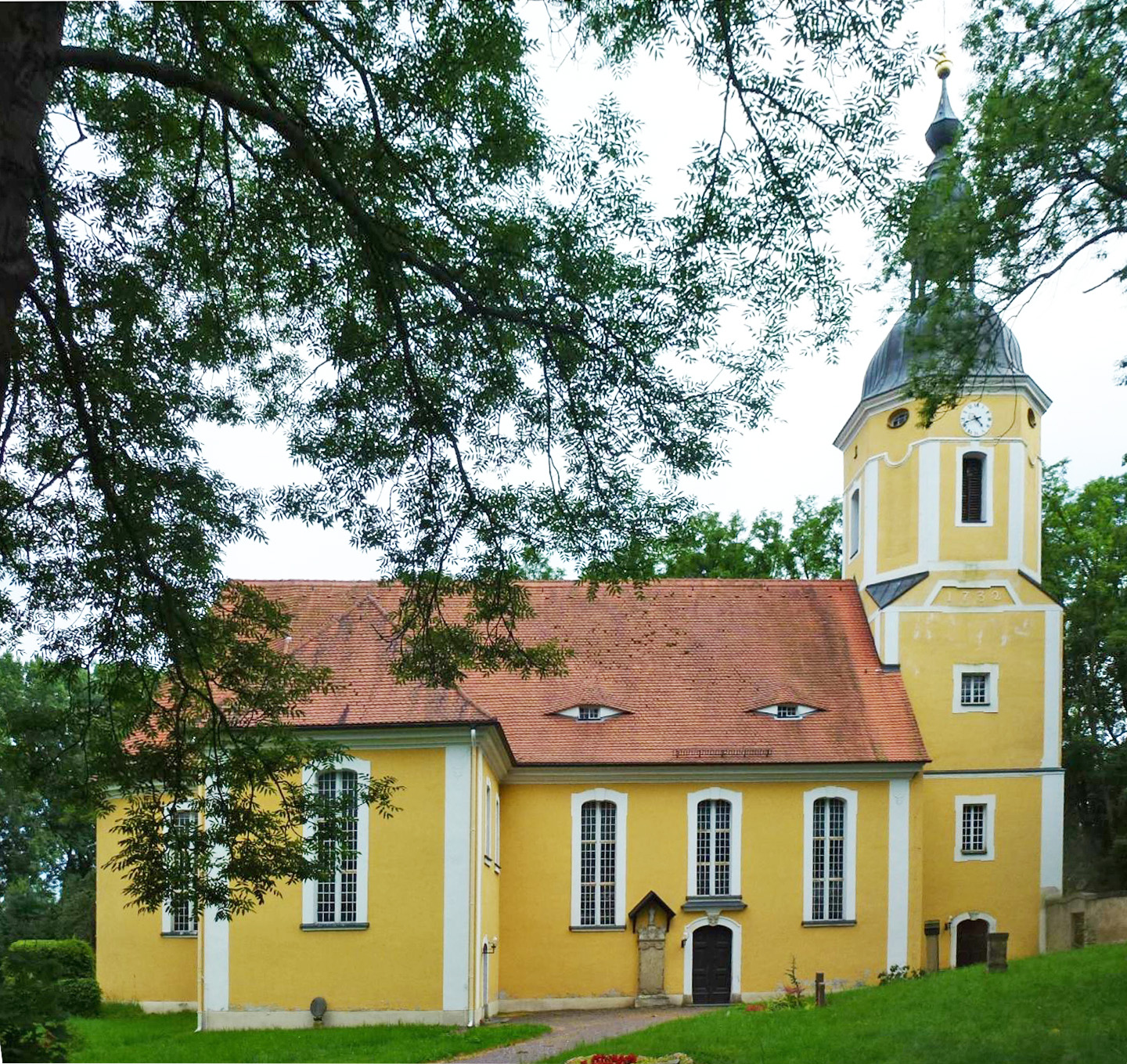
Kirche in Börln
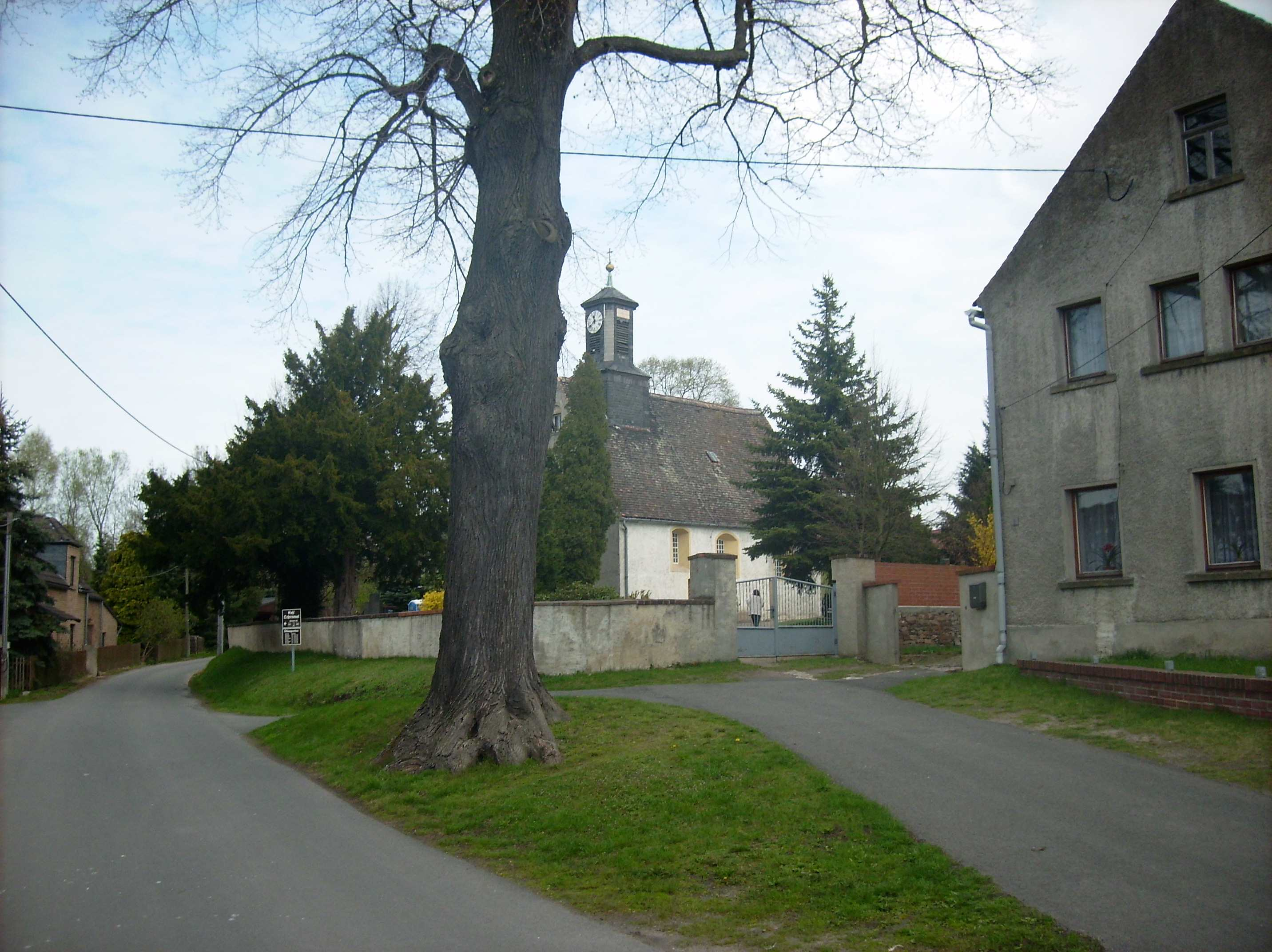
Kirche in Ochsensaal
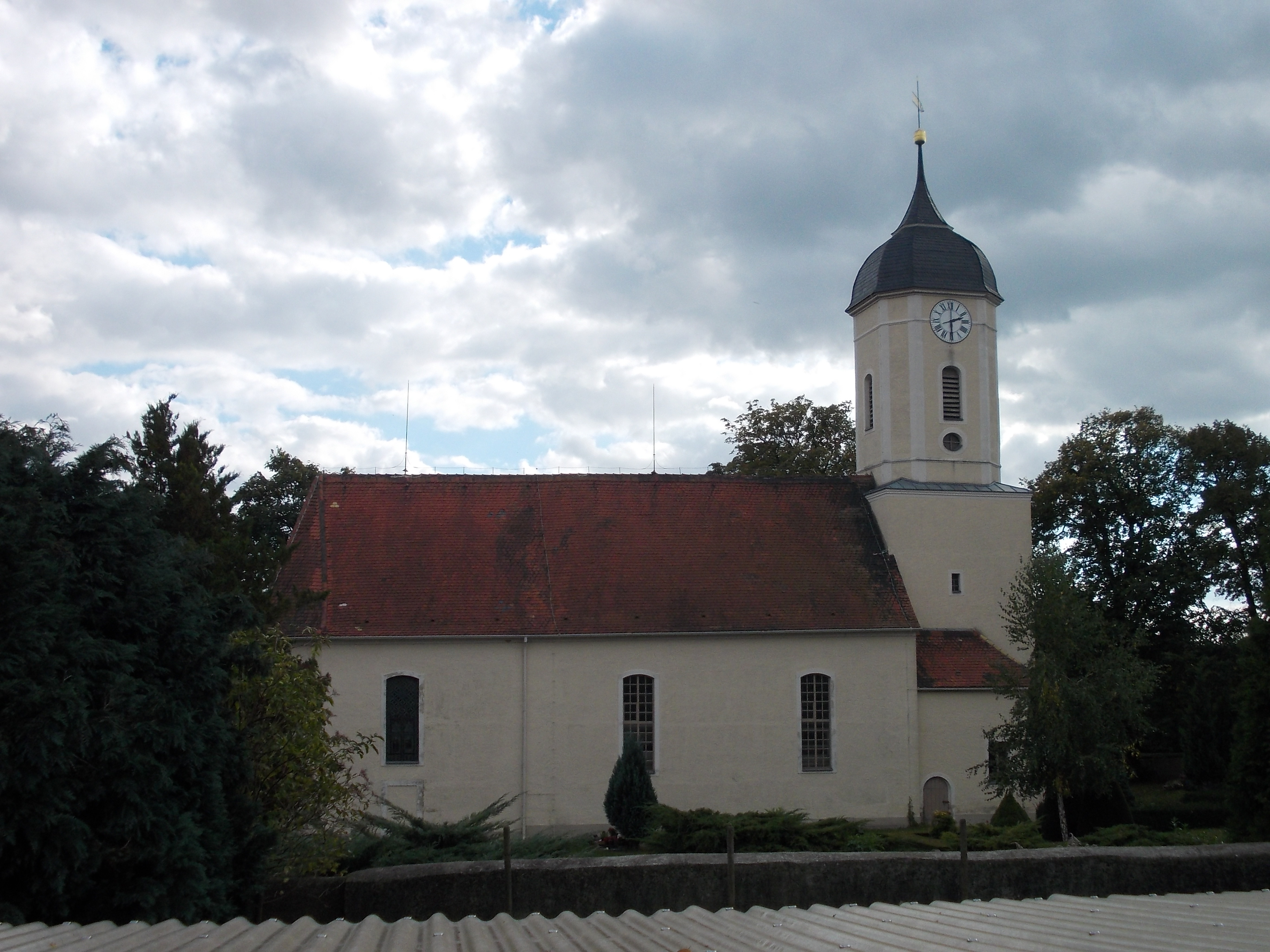
Kirche in Großböhla
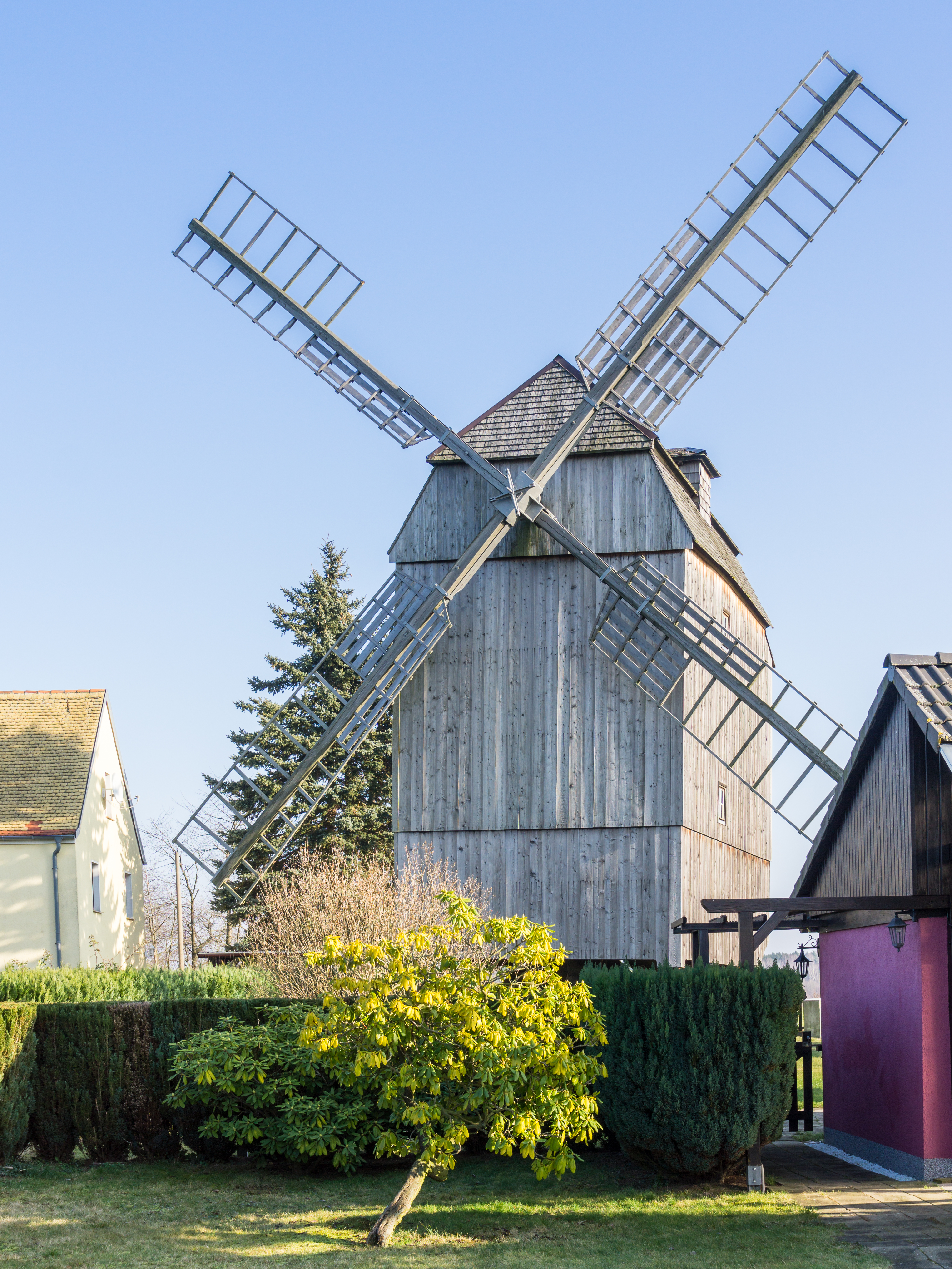
Bockwindmühle in Schmannewitz (von 1879)
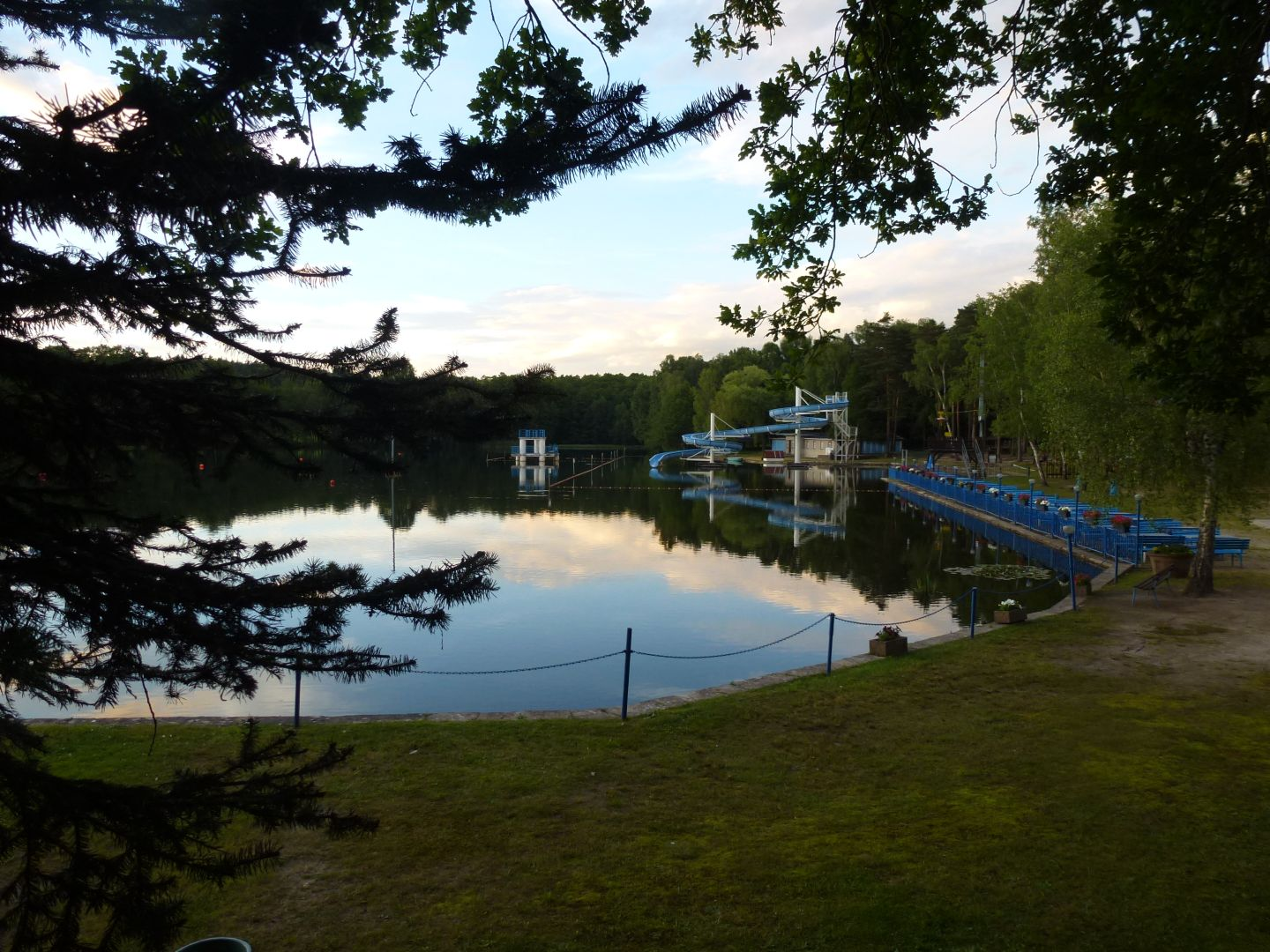
Waldbad Schmannewitz
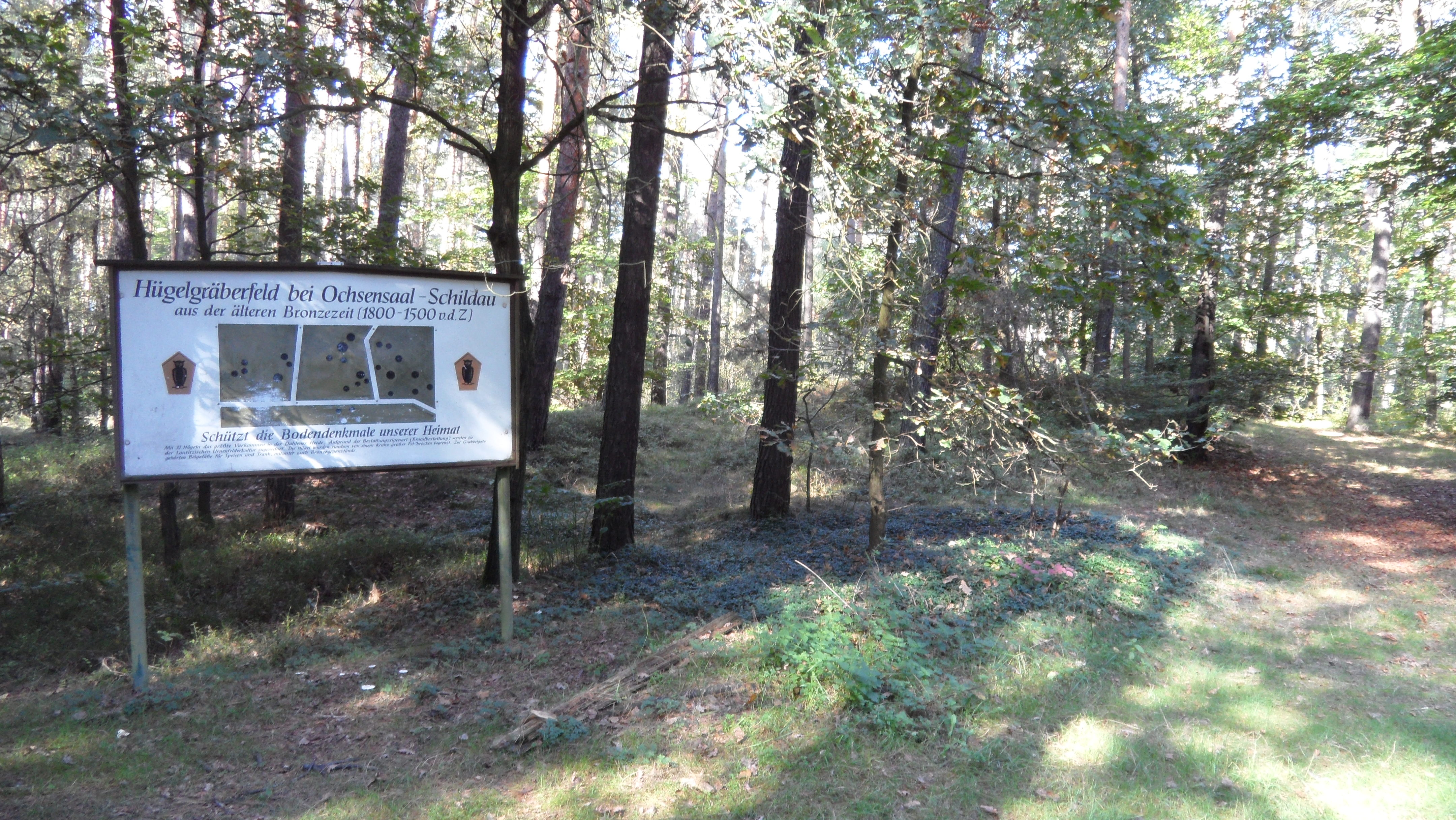
Hügelgräberfeld Ochsensaal

### Naturschutz
- Siehe auch: Liste der Naturdenkmale in Dahlen (Sachsen)

## Sport
Traditionell im März oder April findet die Endurosport-Veranstaltung Rund um Dahlen statt. Neben einem regelmäßig stattfindenden Lauf zur Deutschen Meisterschaft fanden 2003 und 2019 auch ein Europa- bzw. Weltmeisterschaftslauf in Dahlen statt. Der Ausrichter MSC Dahlen e. V. unterhält eine Motocross-Trainingsstrecke auf dem Burgberg.

## Wirtschaft

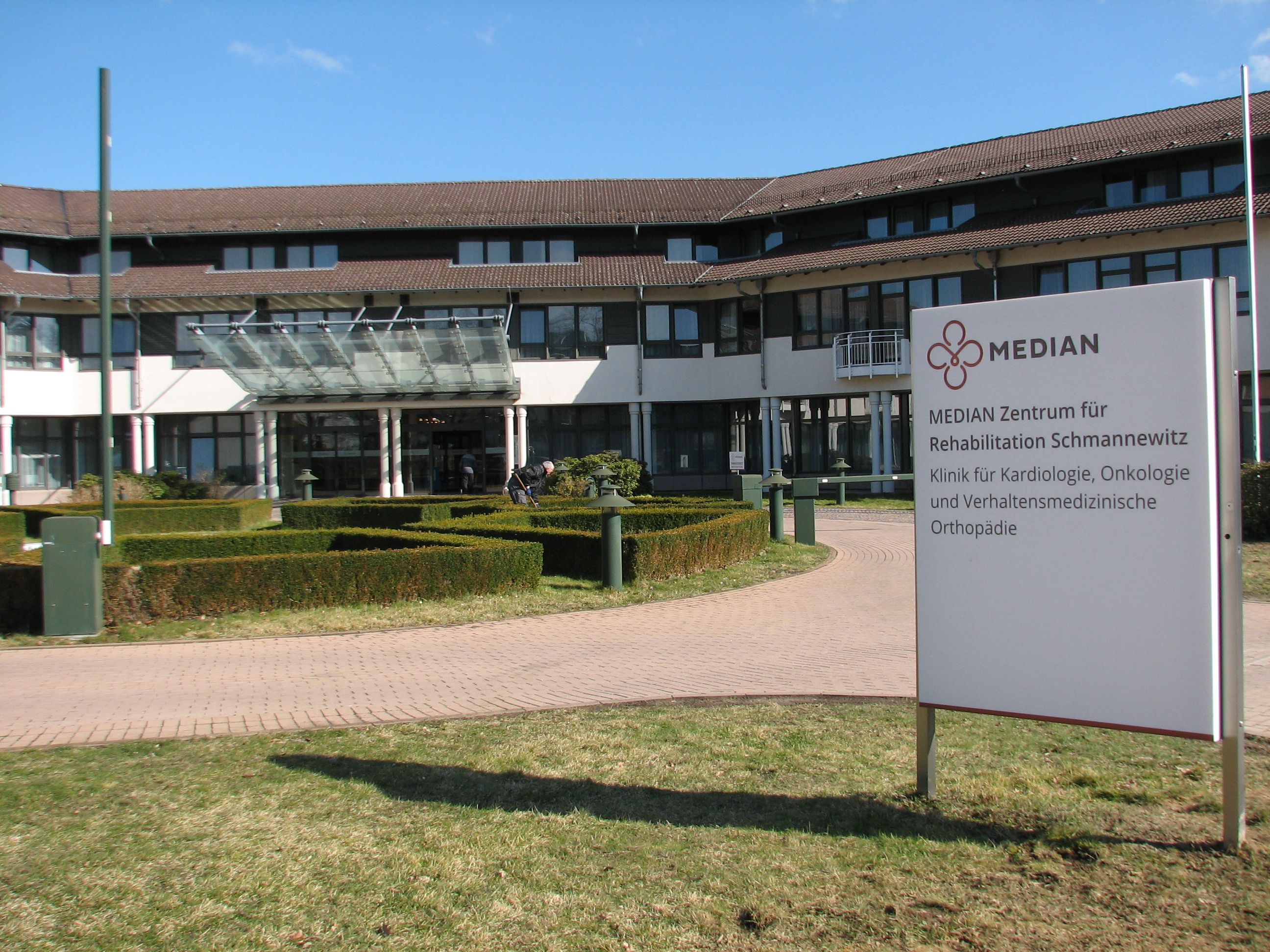
Median-Rehabilitationszentrum Schmannewitz, Klinik für Kardiologie, Onkologie und Verhaltensmedizinische Orthopädie

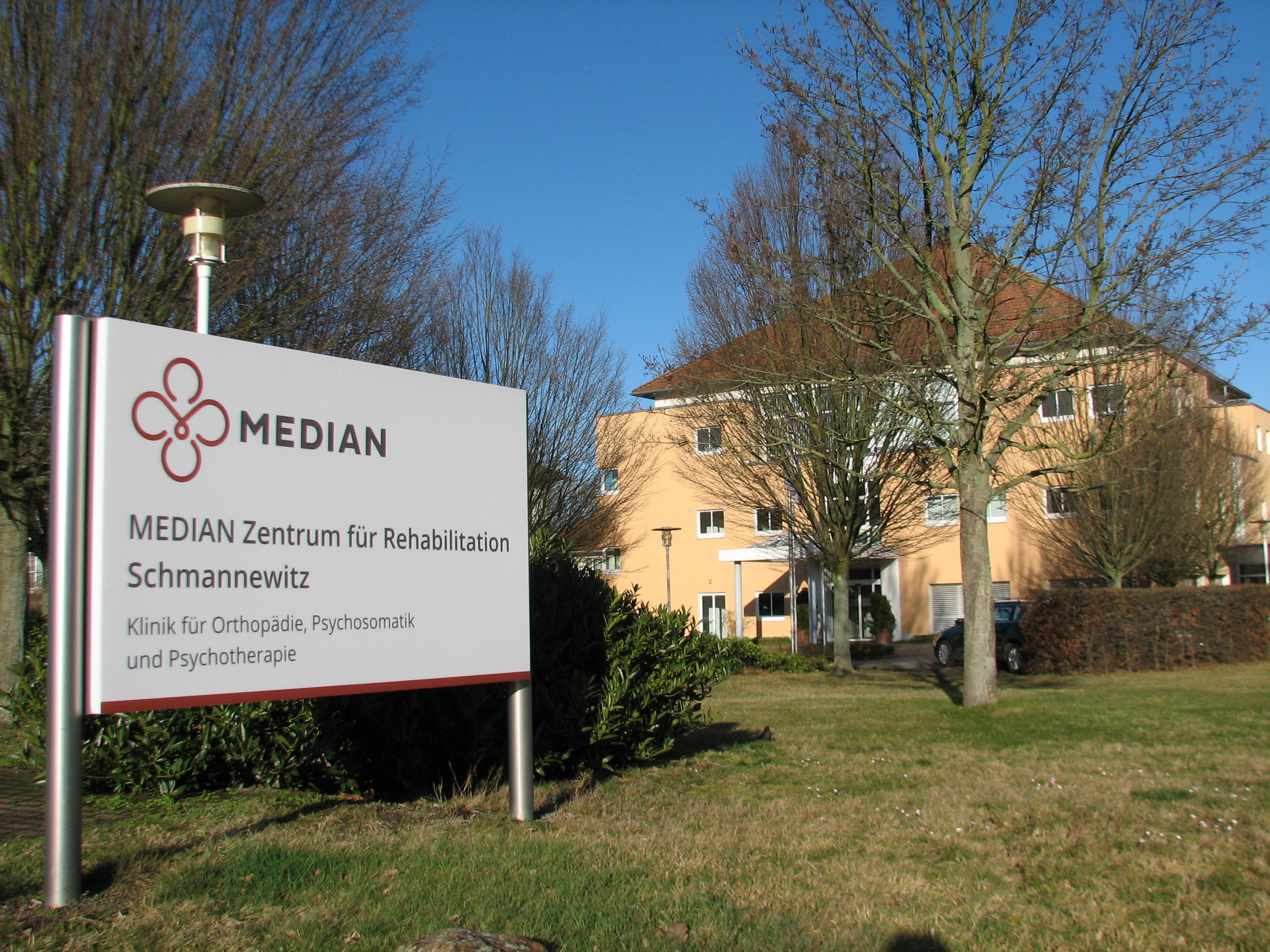
Median-Rehabilitationszentrum Schmannewitz, Klinik für Orthopädie, Psychosomatik und Psychotherapie

Im Ortsteil Schmannewitz wurden 1996 zwei Rehabilitations-Kliniken errichtet: Die Christiaan-Barnard-Klinik für Herz- und Kreislauferkrankungen, onkologische und psychosomatische Erkrankungen hatte die RHM Klinik- und Altenheimbetriebe als Betreiber, die Rehabilitationsklinik Dahlener Heide für Orthopädie sowie Psychosomatik und Psychotherapie gehörte zu den Dengg Kliniken. Seit 2016 gehören beide Kliniken als Median-Zentrum für Rehabilitation Schmannewitz zur Unternehmensgruppe Median Kliniken.
Die Gemeinde setzt weiterhin auf den Tourismus, hervorzuheben sind die Reiterhöfe und Reitwege.

## Verkehr
Dahlen hat seit dem 16. September 1838 einen Bahnhof an der Bahnstrecke Leipzig–Dresden, der südlich der Stadt liegt. Er wird im Stundentakt vom Regional-Express RE50 bedient.
Der öffentliche Personennahverkehr wird unter anderem durch den PlusBus des Mitteldeutschen Verkehrsverbund erbracht. Folgende Verbindung, betrieben von der Nordsachsen Mobil, führt durch Dahlen:
- Linie 781: Torgau ↔ Sitzenroda ↔ Schmannewitz ↔ Dahlen ↔ Oschatz

Die Bundesstraße 6 führt bei Neuböhla durch den Süden des Gemeindegebietes, weitere Anbindungen bestehen über drei Staatsstraßen.

## Persönlichkeiten

### Söhne und Töchter der Stadt
- Martin Büttner (1567–1611), evangelischer Theologe
- Johann Georg Lorenz (1627–1689), Pädagoge, geboren in Schmannewitz
- Christian Gottfried Heinrich (1745–1802), evangelischer Theologe
- Christoph Gottlob Heinrich (1748–1810), Historiker
- Karl Friedrich Böhmert (1797–1882), Pfarrer und Altphilologe
- Richard Teichgräber (1884–1945), Gewerkschafter und Widerstandskämpfer gegen das NS-Regime
- Martin Hauffe (1886–1972), Offizier, Funktionär und Verwaltungsleiter
- Arthur Tell Schwab (1896–1945), Schweizer Geher, Medaillengewinner bei Olympia, geboren in Bortewitz
- Hans Hoffmann (1896–1947), Zoologe
- Curt Hoffmann (1898–1959), Botaniker, Algologe
- Joachim Helbig (1915–1985), Oberst und Geschwaderkommodore im Zweiten Weltkrieg, geboren in Börln
- Jacob Sisters, ehemals „Schmannewitzer Heidelerchen“
- Rainer Lisiewicz (* 1949), Fußballtrainer

### Personen mit Verbindung zu Dahlen
- George Bähr (1666–1738), Baumeister des Barock, war am Bau der Kirche Schmannewitz beteiligt
- Heinrich Graf von Bünau (1697–1762), Staatsmann und Historiker, Rittergutsbesitzer in Dahlen
- Albert Fraustadt (1808–1883), evangelischer Pfarrer und Autor in Börln
- Friedrich Wilhelm Hauffe (1845–1915), Politiker, Stadtgutsbesitzer in Dahlen, MdR, MdL (Königreich Sachsen)
- Oskar Röder (1862–1954), von 1886 bis 1888 Tierarzt in Dahlen
- Hellmut Körner (1904–1966), NSDAP-Reichstagsmitglied und Landesbauernführer Sachsens, seit 1936 Erbhofbesitzer in Dahlen
- Wilhelm Rühle (1906–1993), Orgelbau- und Tischlermeister, baute 1977 die Orgel in der Kirche in Schmannewitz